# Aston Rogers

Aston Rogers är en by ca 20 km väster om Shrewsbury. Byn ligger i Worthen with Shelve civil parish. Det bor cirka 70 personer i byn. Byn ligger cirka 2,6 km öster om Worthen och angränsar till Aston Pigott.